# 삼천리버스
삼천리버스(三千里―)는 경상북도 경산시 압량읍 부적리에 차고지를 둔 대구광역시의 시내버스 운송업체다.
영남대학교를 기·종점으로 하는 시내버스 노선들의 종점을 운영하는 회사였으며, 경상북도 경산시 영남대학교에서 서구 비산7동 북부정류장으로 가는 방면의 노선과, 영남대학교 혹은 경산시 계양동에서 달성군 다사읍 방천리로 가는 방면의 노선과, 수성구 시지지구에서 북구 종합유통단지행 노선을 운행하고 있다.
2019년 12월 9일 경상북도 경산시 조영동차고지 부지를 매각한 후, 압량면 부적리 부적주공아파트 북쪽으로 차고지를 이전했다. 조영동차고지의 폐쇄 후 대구 시내버스 조합은 경산시 갑제동 한국조폐공사 경산조폐창 북쪽에 회차지를 마련하고 영대정문과 갑제동회차지 사이를 무정차 운행하는 방식으로 영대착발 시내버스를 운행해 왔으나, 이 때문에 경산버스와 회차지 분쟁을 겪었다. 결국 이 분쟁 이후 대구 조합은 경산버스의 일부 노선을 약간 증차해 주는 조건으로, 영대정문 ~ 압량한라빌라트 ~ 영대동문 구간의 승하차 인가를 받아 영대착발 시내버스를 운행 중이다.

## 연혁
- 1952년 9월 23일: 회사 설립[2]
- 1962년 8월 7일: 시내버스 운송 면허를 취득[3]
- 2019년 12월 9일: 조영동에서 압량읍 부적리로 차고지 이전

## 차고지
- 차고지: 경상북도 경산시 압량읍 부적길 107 (부적리)
- 면허지: 대구광역시 수성구 욱수천로 90-17 (신매동)

## 노선
| 노선번호 | 운행경로 기점 ↔ 중간경유지 ↔ 종점     | 운행경로 기점 ↔ 중간경유지 ↔ 종점                                                           | 운행경로 기점 ↔ 중간경유지 ↔ 종점 | 운행대수         | 비고                    |
| -------- | ------------------------------------- | ------------------------------------------------------------------------------------------- | --------------------------------- | ---------------- | ----------------------- |
| 309번    | 달성군 다사읍 방천리 방천리공영차고지 | 서구 이현동 서대구역 ↔ 비산7동 북부정류장 ↔ 중구 동성로2가 한일극장 ↔ 수성구청 ↔ 만촌네거리 | 경산시 갑제동 영남대학교동문      | 20 (저상 13)     | 단독운행                |
| 349번    | 북구 산격2동 종합유통단지             | 산격 주공 아파트 ↔ 중구 덕산동 반월당역 ↔ 만촌네거리                                        | 수성구 욱수동 시지지구            | 20 (저상 13)     | 단독운행                |
| 509번    | 달성군 다사읍 방천리 방천리공영차고지 | 중구 대봉동 대백프라자 ↔ 수성구청 ↔ 만촌네거리                                              | 경산시 사동 소라아파트            | 10 (저상 7)      | 경상버스, 경산버스 공배 |
| 609번    | 달서구 대천동 대천공영차고지          |                                                                                             | 경산시 압량읍 금구리              | 3 (저상 1)       | 한일운수 공배           |
| 예비     | -                                     | -                                                                                           | -                                 | 3 (전 차량 저상) | 단독운행                |
| 4종      |                                       |                                                                                             |                                   | 56대             |                         |

## 보유 차량
- 현대자동차 - 뉴 슈퍼에어로시티, 저상 뉴 슈퍼에어로시티, 일렉시티

## 갤러리

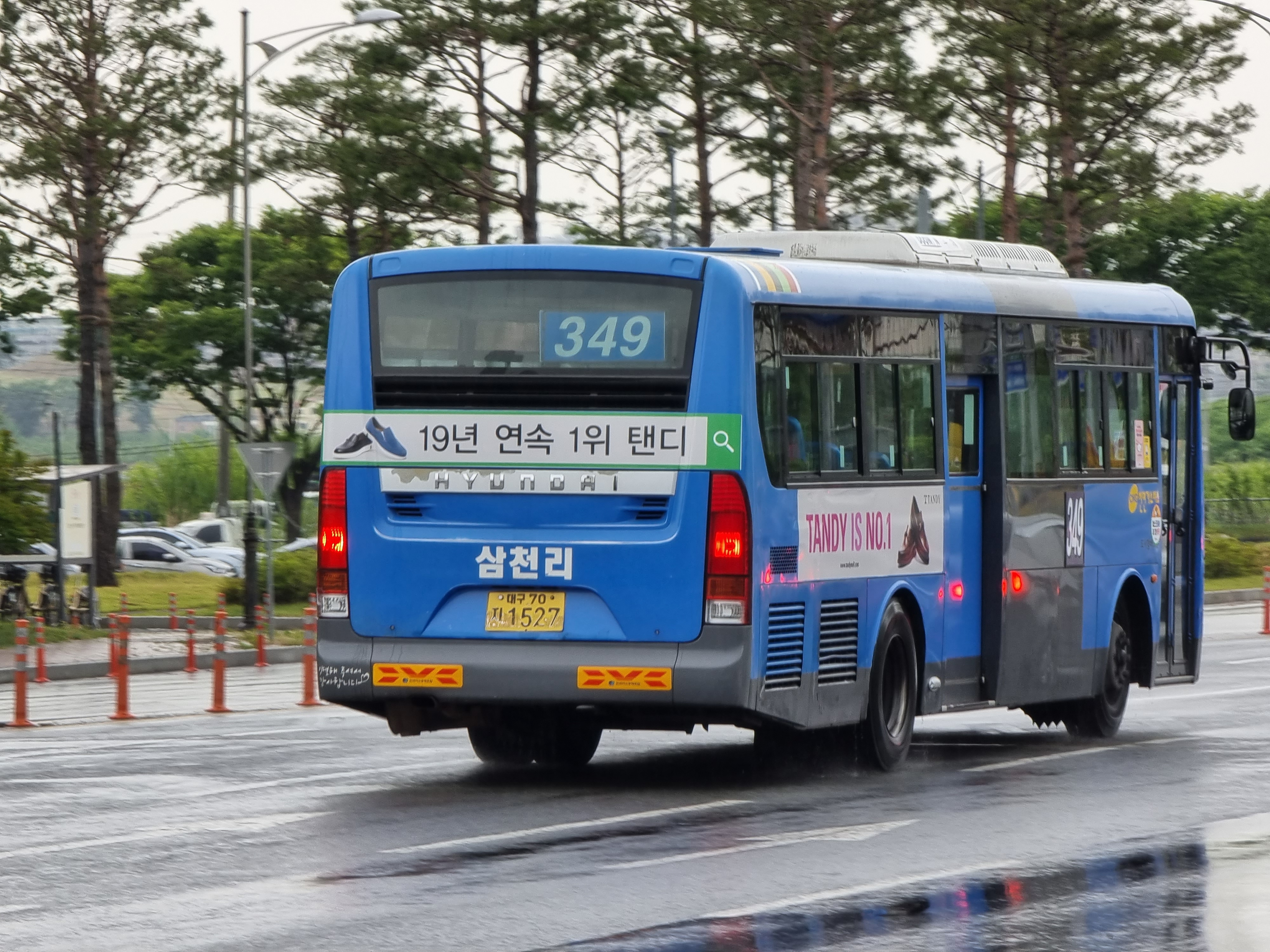
대구시내버스 349번
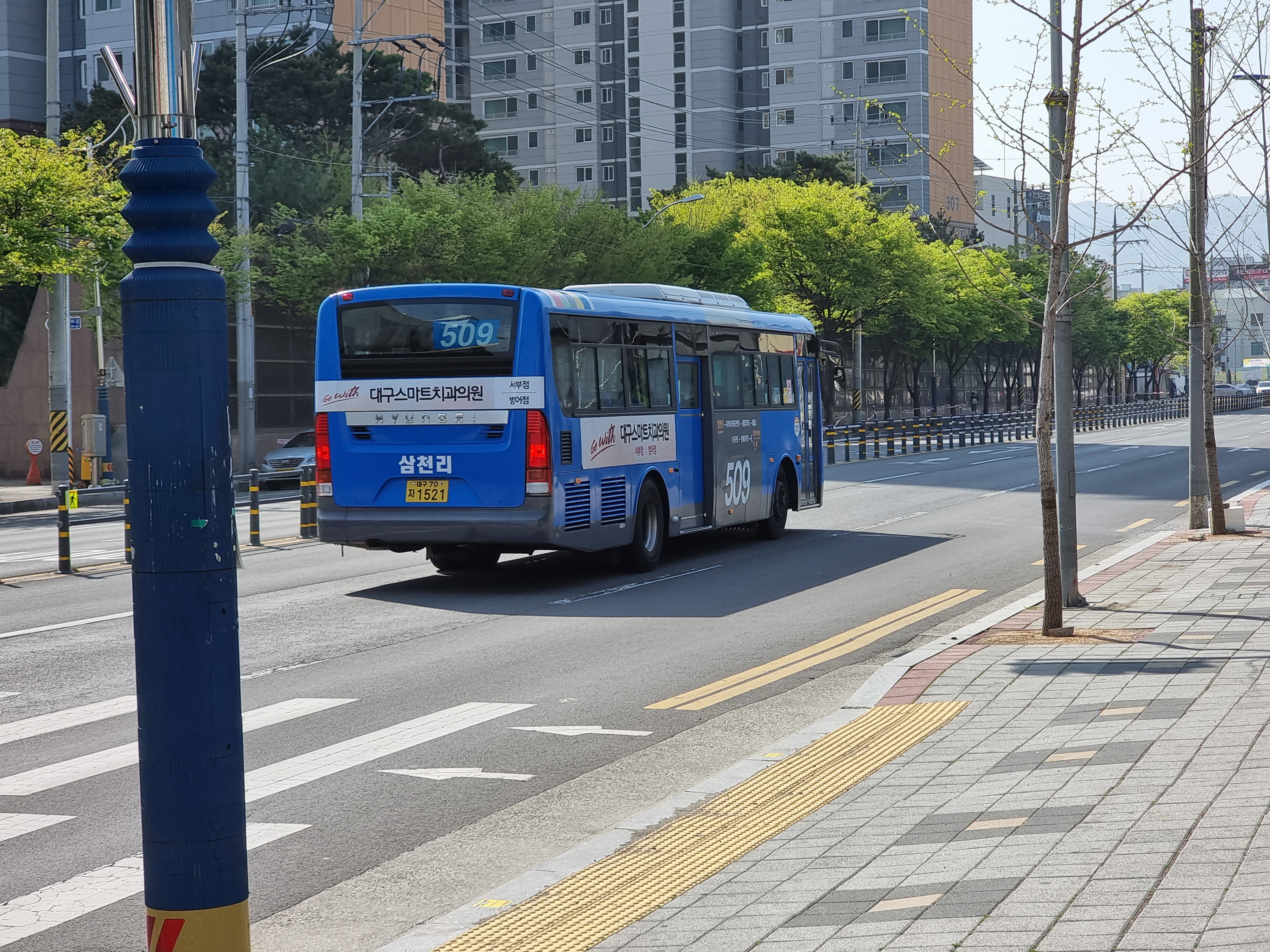
대구시내버스 509번 (경산버스, 경상버스 공배)